# Geological Conservation Review
Die Geological Conservation Review (GCR) wird vom Joint Nature Conservation Committee (JNCC) zusammengestellt und dient dazu die Orte zu finden, die im nationalen oder internationalen Interesse alle wichtigen geologischen und geomorphologischen Eigenschaften des Vereinigten Königreichs besitzen. Diese Orte zeigen Sedimente, Gestein, Mineralien, Fossilien und Landschaftsformen, die in besonderer Weise dem Verständnis der Geologie Großbritanniens dienen.
Die Ausrichtung des Projekts wurde 1974 von George Black und William Wimbledon vom Nature Conservancy Council (NCC) formuliert. 1977 nahm das Projekt seine Arbeit auf. Seine Aufgabe ist es den wissenschaftlichen Hintergrund für den Erhalt der Orte zu liefern, die als geologische Site of Special Scientific Interest nach dem Wildlife and Countryside Act 1981 geschützt werden. Durch den Environmental Protection Act 1990 wurde das JNCC gegründet, das die Verantwortung für die Beurteilungen durch die GCR und die Veröffentlichung der Zusammenstellungen der aufgenommenen Orte übernahm. Bis zum Jahr 2000 wurden über 3000 Orte identifiziert, die den Kriterien der GCR entsprechen.
Teile der Veröffentlichungen der Ergebnisse wurden durch kommerzielle Verleger, vor allem Chapman & Hall, vorgenommen. Die Bände 15 bis Band 36 wurden vom JNCC herausgegeben. Die Bände Nummer 37 bis Band 45 als Abschluss der Reihe werden als Proceedings of the Geologists' Association – Special Issues herausgegeben.